# Калпурния Пизония
Калпурния Пизонис (на латински: Calpurnia Pisonis, * ок. 76 пр.н.е. в Рим, † в Рим) е римска матрона, третата жена на Юлий Цезар.

## Биография
Калпурния произлиза от древния плебейски род на Калпурниите. Неин баща е Луций Калпурний Пизон Цезоний, консул през 58 пр.н.е.. По майчина линия Калпурния е далечна родственица на Аврелия Кота, майката на Цезар, а също и роднина на Помпей Велики. Името на майката на Калпурния не е известно.
Рождената ѝ дата също не се знае. Омъжва се за Цезар през 59 пр.н.е.. Тъй като това за нея е първи брак, а момичетата в Рим се омъжвали обикновено на около 15 – 16 години, то може да се предположи, че тя е родена около 76 пр.н.е.
Няма изображение, за което със сигурност да се знае, че е нейно, но се счита, че този бюст е неин.